# Eccellenza Trentino-Alto Adige 2004-2005
Il campionato di Eccellenza Trentino-Alto Adige 2004-2005 è stato il quattordicesimo organizzato in Italia. Rappresenta il sesto livello del calcio italiano.
Questi sono i gironi organizzati dal comitato regionale della regione Trentino-Alto Adige, ove il campionato è anche noto con il nome tedesco di Oberliga (letteralmente "lega superiore").

## Squadre partecipanti
| Squadra                       | Città                       |
| ----------------------------- | --------------------------- |
| U.S.D. Alense Vivaldi         | Ala (TN)                    |
| S.S. Benacense Riva           | Riva del Garda (TN)         |
| U.S. Borgo                    | Borgo Valsugana (TN)        |
| S.S.V. Brixen                 | Bressanone (BZ)             |
| U.S. Comano Terme e Fiavè     | Ponte Arche (TN)            |
| F.C. Eppan                    | Appiano (BZ)                |
| F.C. Meran                    | Merano (BZ)                 |
| U.S. Mori Santo Stefano       | Mori (TN)                   |
| S.V. Natz                     | Naz (BZ)                    |
| U.S. Porfido Albiano          | Albiano (TN)                |
| U.S. Rovereto                 | Rovereto (TN)               |
| S.V. Salurn Raiffeisen        | Salorno (BZ)                |
| S.C. Sport Club Sankt Georgen | San Giorgio di Brunico (BZ) |
| F.C. Sankt Pauls              | San Paolo di Appiano (BZ)   |
| S.V. Schabs                   | Sciaves (BZ)                |
| U.S. Vallagarina              | Villa Lagarina (TN)         |

## Classifica finale
|  | Pos. | Squadra            | Pt | G  | V  | N  | P  | GF | GS | DR  |
|  | ---- | ------------------ | -- | -- | -- | -- | -- | -- | -- | --- |
|  | 1.   | Vallagarina        | 62 | 30 | 19 | 5  | 6  | 50 | 25 | +25 |
|  | 2.   | Benacense 1905     | 62 | 30 | 18 | 8  | 4  | 52 | 25 | +27 |
|  | 3.   | Alense             | 54 | 30 | 15 | 9  | 6  | 47 | 29 | +18 |
|  | 4.   | Brixen             | 53 | 30 | 15 | 8  | 7  | 67 | 32 | +35 |
|  | 5.   | Porfido Albiano    | 52 | 30 | 16 | 4  | 10 | 57 | 42 | +15 |
|  | 6.   | St. Georgen        | 48 | 30 | 14 | 6  | 10 | 49 | 41 | +8  |
|  | 7.   | Mori S.Stefano     | 46 | 30 | 13 | 7  | 10 | 49 | 45 | +4  |
|  | 8.   | St. Pauls          | 40 | 30 | 10 | 10 | 10 | 41 | 41 | 0   |
|  | 9.   | Rovereto           | 38 | 30 | 9  | 11 | 10 | 30 | 28 | +2  |
|  | 10.  | Comano Terme Fiavè | 38 | 30 | 9  | 11 | 10 | 39 | 45 | -6  |
|  | 11.  | Salurn             | 33 | 30 | 9  | 6  | 15 | 48 | 52 | -4  |
|  | 12.  | Borgo              | 31 | 30 | 7  | 10 | 13 | 36 | 44 | -8  |
|  | 13.  | Meran              | 31 | 30 | 8  | 7  | 15 | 39 | 59 | -20 |
|  | 14.  | Eppan              | 29 | 30 | 7  | 10 | 15 | 33 | 56 | -23 |
|  | 15.  | Natz               | 22 | 30 | 5  | 7  | 18 | 30 | 65 | -35 |
|  | 16.  | Schabs             | 19 | 30 | 4  | 7  | 19 | 27 | 64 | -37 |

## Spareggi

### Spareggio 1º posto
| Squadra 1      | Risultato   | Squadra 2   |
| -------------- | ----------- | ----------- |
| Benacense 1905 | 1 - 4 (dts) | Vallagarina |

| Mezzocorona 15 maggio 2005 | Benacense 1905 | 1 – 4 (d.t.s.) | Vallagarina |  |

## Verdetti finali
- Vallagarina promosso in Serie D 2005-2006.
- Eppan, Natz e Schabs retrocedono in Promozione 2005-2006.